# 後藤真希プレミアムベスト①
『後藤真希 プレミアムベスト①』（ごとうまきプレミアムベストいち）は、後藤真希の1枚目のベスト・アルバム。

## 解説
前年の2004年にファンクラブ及びハワイツアー限定のシングル・コレクション『Maki Goto Special Edition for Hawaii』が発売されている。
本作発売の翌週に2005年版のファンクラブ及びハワイツアー限定のシングル・コレクション『Maki Goto 2005 Special Edition for Hawaii』が発売されている。

## 概要
本作は全15曲で構成されている。「サン・トワ・マミー/君といつまでも」を除く、これまでに発売した12枚のシングル表題曲が収録されており、そのうち4曲は別バージョンが採用されている。残り3曲はセルフカバー・カバー・新曲となっている。
CDジャケット写真は後藤が過去のシングルジャケットを床に並べた空間でデビュー曲「愛のバカやろう」のジャケットを笑顔で手にしている。
スリーブケース・パッケージ仕様。

## 韓国盤
韓国でのライブ公演に合わせ発売された。日本盤に「スッピンと涙。」（収録名・THANK YOU MEMORIES）、「抱いてよ! PLEASE GO ON」（収録名・PLEASE GO ON）の韓国語バージョンを収録し、DVDが同梱されている。発売はPONY CANYON KOREA。DVDのリージョンコードは3で、本来なら日本国内では視聴できないはずだが、普通に問題なく再生できる。

## 収録曲
特記以外　全作詞・作曲：つんく

### 日本盤CD
1. 愛のバカやろう（バカやろうVersion）
編曲：鈴木Daichi秀行
1stシングルの別バージョン。
2. 好きすぎて バカみたい（後藤Version）
編曲：平田祥一郎
DEF.DIVA名義でリリースした曲のセルフカバー。
3. 手を握って歩きたい
編曲：小西貴雄
4. スッピンと涙。
作曲：KAN／編曲：鈴木俊介／ストリングスアレンジ：つんく・鈴木俊介
5. 抱いてよ! PLEASE GO ON（2005夏ハロー!Version）
編曲：鈴木Daichi秀行
8thシングルのライブバージョン。2番が省略されている。
6. 原色GAL 派手に行くべ!
編曲：高橋諭一
7. やる気! IT'S EASY
編曲：前嶋康明
8. スクランブル
編曲：鈴木Daichi秀行
9. うわさのSEXY GUY
編曲:鈴木Daichi秀行
10. さよなら「友達にはなりたくないの」
作曲：たいせー／編曲：鈴木Daichi秀行
11. 横浜蜃気楼
作曲：はたけ／編曲：西田昌史
12. サヨナラのLOVE SONG（純情Version）
編曲：高橋諭一
10thシングルの別バージョン。
13. オリビアを聴きながら（2005Version）
作詞・作曲：尾崎亜美／編曲：高橋諭一
杏里のカバー曲で、モーニング娘。のオーディションで歌った曲。
2003年にはこの曲で第54回NHK紅白歌合戦にソロとして初出場した。
14. 溢れちゃう...BE IN LOVE（プレミアムVersion）
編曲：高橋諭一
2ndシングル。但し、大幅にアレンジが変更されている。
15. 「二十歳のプレミア」
編曲：鈴木俊介
新曲。

### 韓国盤CD
1. 愛のバカやろう（バカやろうVersion）
2. 好きすぎて バカみたい（後藤Version）
3. 手を握って歩きたい
4. スッピンと涙。
5. 抱いてよ! PLEASE GO ON（2005夏ハロー!Version）
6. 原色GAL 派手に行くべ!
7. やる気! IT'S EASY
8. スクランブル
9. うわさのSEXY GUY
10. さよなら「友達にはなりたくないの」
11. 横浜蜃気楼
12. サヨナラのLOVE SONG（純情Version）
13. オリビアを聴きながら（2005Version）
14. 溢れちゃう...BE IN LOVE（プレミアムVersion）
15. 「二十歳のプレミア」
16. THANK YOU MEMORIES（「スッピンと涙。」の韓国語バージョン）
17. PLEASE GO ON（「抱いてよ! PLEASE GO ON」の韓国語バージョン）

## 参加ミュージシャン
愛のバカやろう (バカやろうVersion)
- 全ての楽器：鈴木Daichi秀行
- コーラス：つんく

好きすぎて バカみたい (後藤Version)
- プログラミング：平田祥一郎
- ギター：こーじ
- コーラス：後藤真希・松浦亜弥・竹内浩明

手を握って歩きたい
- キーボード&プログラミング：小西貴雄
- マニピュレータ：勝浦剛
- コーラス：つんく・稲葉貴子・MC KIDS

スッピンと涙。
- プログラミング&ギター&ベース：鈴木俊介
- ピアノ：KAN

抱いてよ! PLEASE GO ON (2005夏ハロー！Version)
- プログラミング&ギター：鈴木Daichi秀行
- コーラス：保田圭・稲葉貴子・つんく

原色GAL 派手に行くべ!
- プログラミング：高橋諭一
- ギター：こーじ
- コーラス：後藤真希・つんく

やる気! IT'S EASY
- キーボード&プログラミング：前嶋康明
- コーラス：つんく

スクランブル
- 全ての楽器：鈴木Daichi秀行
- コーラス：後藤真希・つんく

うわさのSEXY GUY
- プログラミング：鈴木Daichi秀行
- オルガン：河合代介
- コーラス：つんく

さよなら「友達にはなりたくないの」
- プログラミング&ギター：鈴木Daichi秀行
- アコースティックギター：こーじ

横浜蜃気楼
- プログラミング：岩戸崇
- ギター：峰正典
- ベース：寺沢功一
- コーラス：後藤真希

サヨナラのLOVE SONG (純情Version)
- プログラミング：高橋諭一
- アコースティック&エレクトリックギター：こーじ
- ベース：ヒロキ
- ドラム：オグ
- コーラス：稲葉貴子

オリビアを聴きながら（2005Version）
- プログラミング&ギター：高橋諭一

溢れちゃう…BE IN LOVE (プレミアムVersion)
- プログラミング&ギター：高橋諭一

「二十歳のプレミア」
- プログラミング&ギター：鈴木俊介
- ベース：大神田智彦
- コーラス：後藤真希・竹内浩明